# Josh Richardson

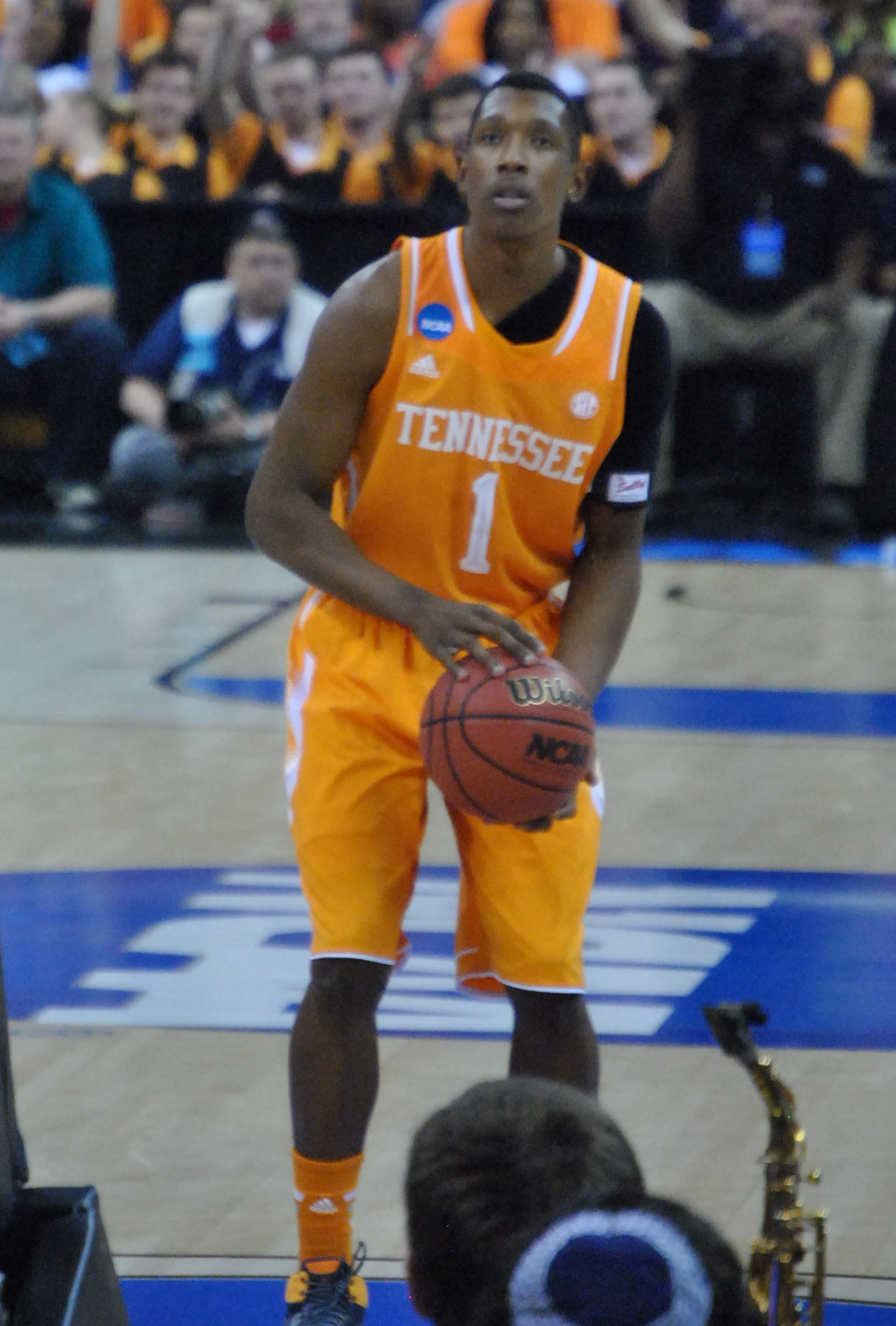
Richardson spelandes för Tennessee Volunteers.

Joshua Michael Richardson, född 15 september 1993, är en amerikansk basketspelare som spelar för Utah Jazz i National Basketball Association (NBA). Han spelade collegebasket i Tennessee Volunteers. Richardson blev vald i den andra omgången av NBA:s draft 2015 av Miami Heat. Han har tidigare även spelat för Philadelphia 76ers och Dallas Mavericks.

## Karriär

### Miami Heat (2015–2019)

#### Säsongen 2015/2016
Den 25 juni 2015 valdes Richardson som totalt 40:e spelare i NBA:s draft 2015 av Miami Heat. Den 3 augusti 2015 skrev han på ett kontrakt med Heat efter att ha snittat 11,8 poäng och 2,8 returer på 10 matcher i Summer League. Han gjorde sin NBA-debut den 5 november 2015 (5:e omgången) mot Minnesota Timberwolves, där det blev lite mindre än sju minuters speltid. Den 12 november, i blott sin tredje NBA-match, startade Richardson som shooting guard istället för frånvarande Dwyane Wade. Han gjorde åtta poäng och tre returer på 20 minuters speltid då Heat besegrade Utah Jazz med 92–91.
Den 30 december blev Richardson flyttad till Sioux Falls Skyforce, Heats samarbetslag i D-League. Han blev återkallad av Heat den 3 januari 2016, åter flyttad till Skyforce den 5 januari, och återigen återkallad den 11 januari. Den 24 februari gjorde Richardson sin första tvåsiffriga match i NBA då han gjorde 15 poäng i en 118–111-förlust mot Golden State Warriors. Den 11 mars gjorde Richardson ett nytt karriärbästa med 22 poäng i en 118–96-vinst över Chicago Bulls. Den 5 april blev han utsedd till Eastern Conference Rookie of the Month för mars månad. Richardson blev blott den tredje spelaren genom tiderna i Heat att vinna priset efter Caron Butler (fyrfaldig vinnare säsongen 2002/2003) och Michael Beasley (april 2009).

#### Säsongen 2016/2017

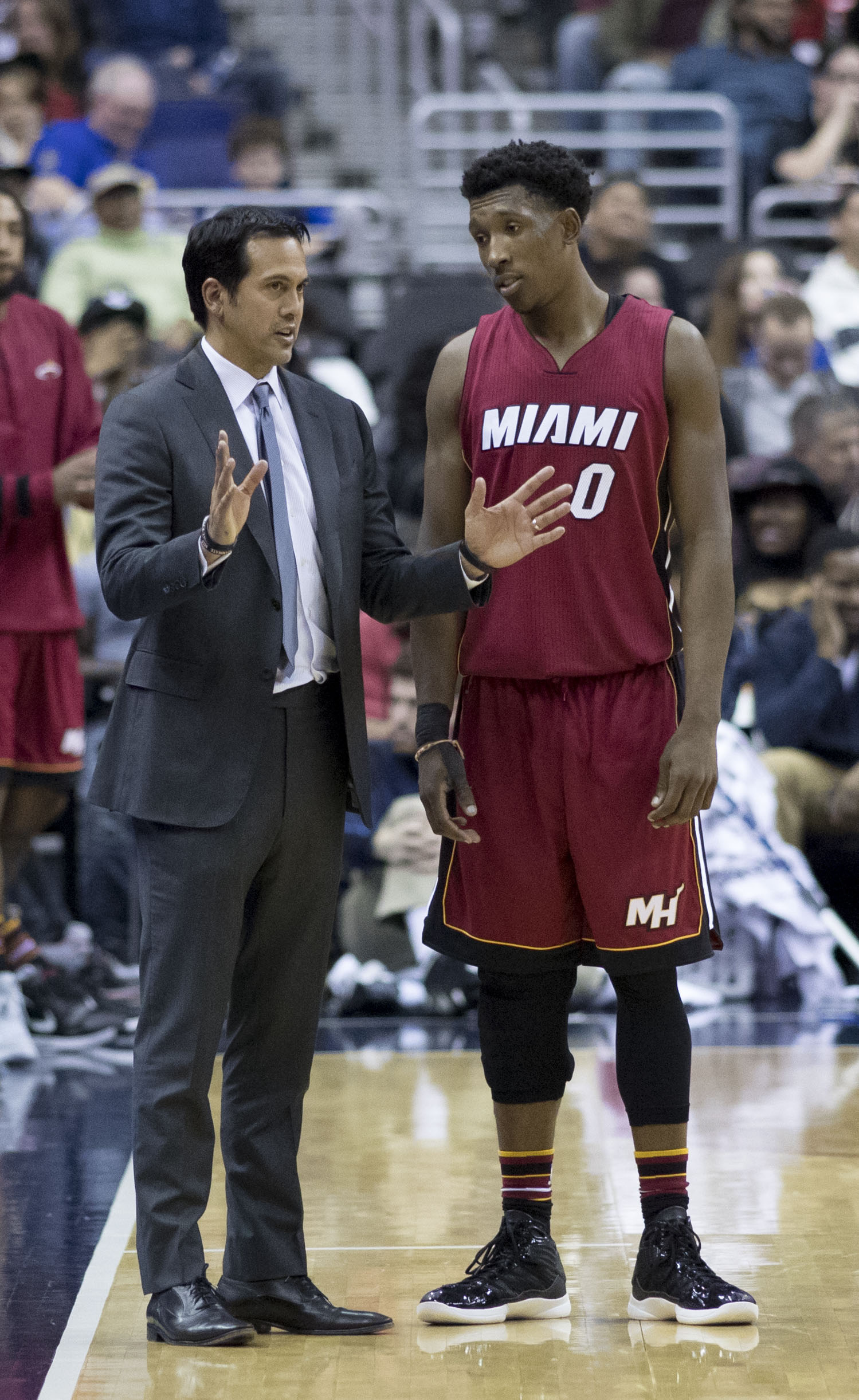
Richardson och tränaren Erik Spoelstra under en match 2016.

I juli 2016 spelade Richardson för Heat i NBA Summer League 2016. Den 9 september 2016 råkade Richardson ut för en skada i sitt högra knä, vilket höll honom borta från spel i sex till åtta veckor. Den 27 december 2016 gjorde han ett nytt delat karriärbästa med 22 poäng i en 106–94-förlust mot Oklahoma City Thunder.

#### Säsongen 2017/2018
Den 18 september 2017 skrev Richardson på ett nytt fyraårskontrakt värt 42 miljoner dollar med Heat. Den 1 december 2017 gjorde han ett nytt karriärbästa med 27 poäng i en 105–100-vinst över Charlotte Hornets. Den december 2017 gjorde Richardson återigen ett nytt karriärbästa med 28 poäng i en 90–85-vinst över Los Angeles Clippers. Den 7 februari 2018 gjorde han 30 poäng i en 109–101-förlust mot Houston Rockets.

#### Säsongen 2018/2019
Den 29 oktober 2018 gjorde Richardson ett nytt karriärbästa med 31 poäng i en 123–113-förlust mot Sacramento Kings. Den 3 november gjorde han återigen ett nytt karriärbästa med 32 poäng i en 123–118-förlust mot Atlanta Hawks. Den 10 februari 2019 gjorde Richardson ett nytt karriärbästa med 37 poäng, varav åtta 3-poängare i en 120–118-förlust mot Golden State Warriors. Han missade matcher i slutet av säsongen med häl- och ljumskskador. Richardsons snittade under säsongen 16,6 poäng och 4,1 assister, vilket var hans bästa snitt i sin NBA-karriär.

### Philadelphia 76ers (2019–2020)
Den 6 juli 2019 byttes Richardson till Philadelphia 76ers som en del av Jimmy Butlers övergång i motsatt riktning. Den 12 december gjorde Richardson 14 poäng i en 115–109-vinst över Boston Celtics och tränaren Brett Brown berömde honom efter matchen.

### Dallas Mavericks (2020–2021)
Den 18 november 2020 byttes Richardson och drafträttigheterna för Tyler Bey till Dallas Mavericks mot Seth Curry. Hans säsong kännetecknades som en "besvikelse" av Sports Illustrated efter att hans poänggörande drastiskt sjunkit under slutspelet. Under sju matcher i slutspelet mot Los Angeles Clippers snittade han endast 4,9 poäng, 1,6 returer och 0,7 assister på 13,4 minuter speltid.

### Boston Celtics (2021–)
Den 31 juli 2021 värvades Richardson av Boston Celtics medan den unga centern Moses Brown gick i motsatt riktning. Den 24 augusti 2021 förlängde han sitt kontrakt i klubben.